# شاهنشاه (فیلم ۱۹۸۸)
شاهنشاه (اردو: شہنشاہ) فیلمی در ژانر ابرقهرمانی به کارگردانی تینو آناند است که در سال ۱۹۸۸ منتشر شد. از بازیگران آن می‌توان به آمیتاب باچان، میناکشی سشادری، و آمریش پاری اشاره کرد.